# Lucernariidae
Famille
Les Lucernariidae sont une famille de stauroméduses.

## Liste des genres
Selon World Register of Marine Species (9 février 2019) :
- genre Lucernaria O. F. Müller, 1776
- genre Stylocoronella Salvini-Plawen, 1966